# Nederlands kampioenschap schaken vrouwen 2016

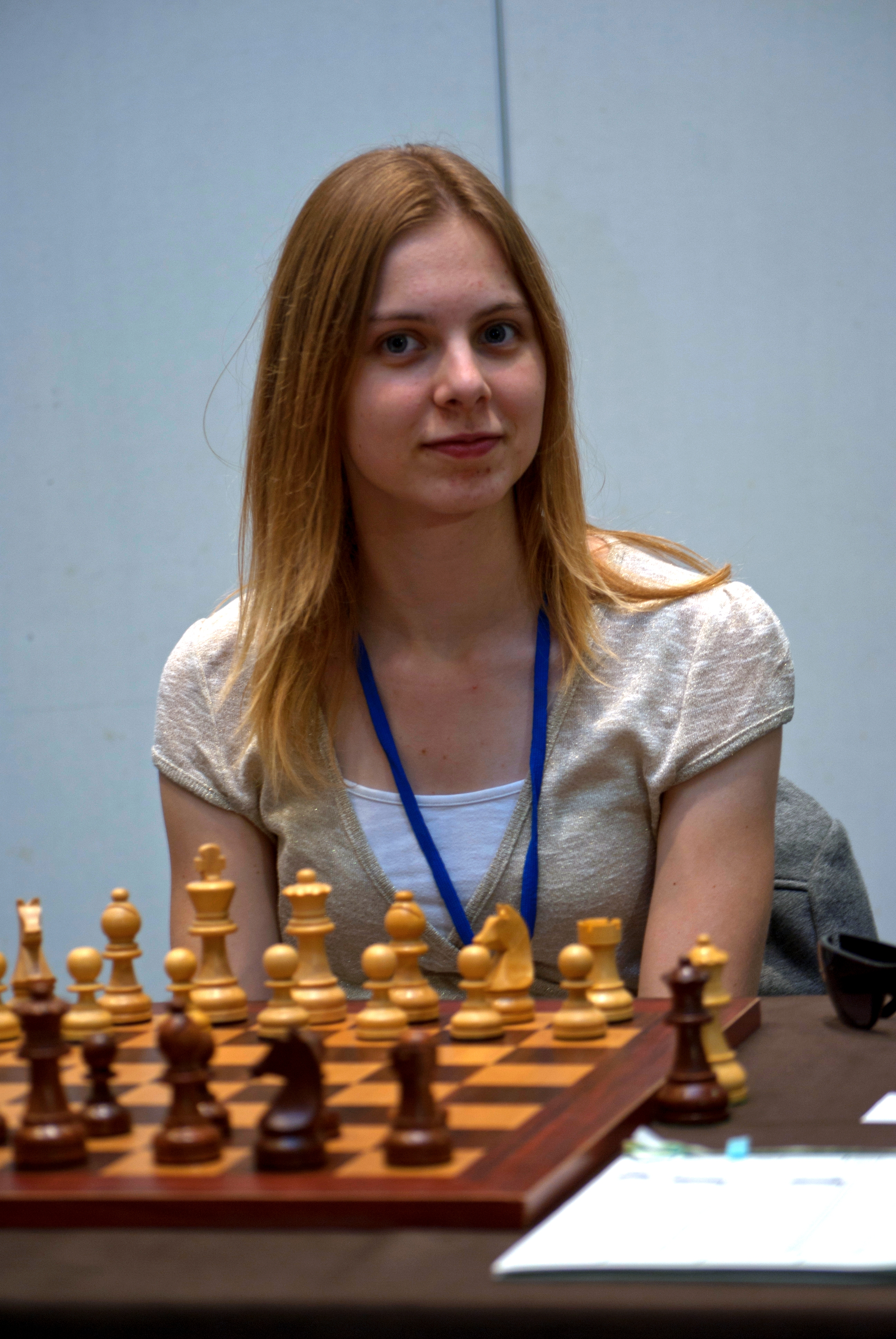
Anne Haast verovert haar 3^{e} Nederlandse titel

Het Nederlands kampioenschap schaken voor vrouwen 2016 werd (samen met het Nederlands kampioenschap algemeen) gespeeld van 22 t/m 28 augustus 2016 in het Tropentheater in Amsterdam in de vorm van een rond toernooi met 8 deelneemsters. Kampioene werd Anne Haast met 5 punten uit 7 partijen en winst in de tiebreak op Iozefina Păuleț voor Lisa Hortenius (4½ pt.). 

## Eindstand
| plaats | naam                | rating | score |
| ------ | ------------------- | ------ | ----- |
| 1      | Anne Haast          | 2299   | 5     |
| 2      | Iozefina Păuleț     | 2249   | 5     |
| 3      | Lisa Hortensius     | 2162   | 4.5   |
| 4      | Anna-Maja Kazarian  | 2254   | 3.5   |
| 5      | Arlette van Weersel | 2170   | 3     |
| 6      | Smaranda Padurariu  | 2179   | 3     |
| 7      | Linda Jap Tjoen San | 2096   | 2.5   |
| 8      | Martine Middelveld  | 2101   | 1.5   |